# 즐라탄 류비얀키치
즐라탄 류비얀키치(슬로베니아어: Zlatan Ljubijankič, 1983년 12월 15일 ~ )는 슬로베니아의 전 축구 선수이다.

## 축구인 경력

### 선수 경력
슬로베니아의 NK 돔잘레의 유소년 팀을 거쳐 2002년부터는 1군 팀에서 활약하기 시작하였다. 2006-07 시즌 팀의 리그 우승에 공헌하며 기자들이 선정한 프르바리가 올 시즌의 선수에 이름을 올렸다.
2007-08 시즌 중반 벨기에의 KAA 헨트로 이적하였으나 시즌이 끝날 때까지 득점을 기록하지 못하였다. 하지만 2008-09 시즌 리그 8골을 기록하며 주변의 우려를 일축시켰다.
2012년 J리그 디비전 1 오미야 아르디자로 이적하였다.